# Gänstorbrücke
Die Gänstorbrücke ist eine der beiden Straßenbrücken, die das Stadtzentrum des in Baden-Württemberg gelegenen Ulm über die die Landesgrenze bildende Donau hinweg mit dem in Bayern gelegenen Neu-Ulm verbinden. Sie steht im Osten der Ulmer Altstadt im Zuge der Münchener Straße und der Neu-Ulmer Brückenstraße und etwa 640 m flussabwärts der Herdbrücke, der älteren der beiden Brücken.
Sie hat ihren Namen von dem in der Nähe stehenden Gänstor, durch das früher die Gänse auf die Flusswiesen getrieben wurden. Aufgrund fortschreitender Schäden wurde die Brücke ab 2018 teilgesperrt. Von 2023 bis voraussichtlich 2027 wird die Brücke abgerissen und durch einen Neubau ersetzt, wobei jeweils eine Brückenhälfte befahrbar bleibt.

## Beschreibung
Die Gänstorbrücke ist eine der ersten nach dem Zweiten Weltkrieg in Deutschland errichteten Spannbetonbrücken; sie wurde von Ulrich Finsterwalder entworfen. Die insgesamt 18 m breite Brücke hat vier Fahrspuren und beidseits je 3 m breite Gehwege. Sie überquert mit einem großen Bogen neben der Donau auch den schon vor ihrem Bau existierenden Uferweg. Zwischen den Ufermauern hat sie eine lichte Weite von 81,30 m, ihre von außen nicht erkennbare Spannweite beträgt 82,40 m. Der Blick vom Uferweg unter die Brücke lässt erkennen, dass es sich um zwei unmittelbar nebeneinander stehende, nur durch eine Fuge getrennte spiegelsymmetrische Bauwerke handelt. Die Fuge ist von oben durch eine 60 cm breite Einhängeplatte verschlossen.

## Konstruktion
Bei der Planung waren eine Reihe von Vorgaben einzuhalten: Die Zufahrtsstraßen durften nur eine geringe Steigung haben, andererseits war für die Schifffahrt eine bestimmte Höhe freizuhalten, woraus sich ergab, dass die Brücke im Scheitel nur eine Bauhöhe von 1,20 m haben durfte. Der Uferweg war auch für die Zeit nach dem Aufstau des im Bau befindlichen Kraftwerks Böfinger Halde zu erhalten, gleichzeitig war eine Durchflussbreite von 81,30 m bei Hochwasser sicherzustellen. Sollten die Kämpfergelenke nicht im Wasser liegen, stand an den Kämpfern nur eine Bauhöhe von 4,28 m zur Verfügung.
Daraus entwickelte Finsterwalder eine insgesamt 96,10 m lange Einfeld-Plattenbalkenbrücke mit einer gelenklosen Rahmenkonstruktion aus Spannbeton, bei der er erstmals seine Vorstellung der beschränkten Vorspannung mit nachträglichem Verbund realisierte. Ihre Kühnheitszahl als Verhältnis des Quadrats der Spannweite zur Pfeilhöhe von 81,30² m/3,67 m = 1830 ist deutlich höher als die Kühnheitszahl von 1410 der von Franz Dischinger geplanten und 1934 fertiggestellten Europabrücke in Koblenz über die Mosel. Die Fahrbahnplatte und ihre Längsträger wurden als einheitliches Tragwerksystem konstruiert.
Die Fahrbahnplatte ist längs und quer gespannt und 20 bis 22 cm dick. Sie hat eine Ausladung von 2,25 m außen unter den Gehwegen und von 1,65 m in der Brückenmitte.
Jede Brückenhälfte hat zwei gevoutete Hauptträger, deren Höhe von 1,20 m im Scheitel auf 4,28 m an den Kämpfern zunimmt, woraus sich das bogenförmige Aussehen der Brücke ergibt. Auch ihre Breite nimmt von 0,70 m auf 1,40 m zu, wobei ihre Außenflächen gerade und parallel zur Brückenachse und nur die Innenflächen gebogen sind.
Die Rahmenstiele sind aufgelöst in Stabdreiecke, die aus dem verlängerten Rahmenriegel bzw. Fahrbahnträger, einer lotrechten Druckstütze und einer vorgespannten schrägen Zugstütze bestehen. Der Achsenmittelpunkt der beiden Stützen liegt auf der Mitte ihrer Fundamente. Die Druckstützen sind 1,40 m breit und 1,10 m dick; sie sind durch eine 60 cm dicke Wand verbunden, die von außen als Uferwand sichtbar ist. Die vorgespannten Zugstützen mit einem Querschnitt von 0,80 m × 1,00 m haben keine gegenseitige Verbindung. Die Fundamente jeder Brückenhälfte haben einen Grundriss von 5,10 m in der Brückenachse und 8,70 m in der Breite.
Die Bauhöhe der Brücke von der Unterkante der Fundamente bis zur Oberkante der Fahrbahn beträgt 15 m.

## Geschichte
An der Stelle der heutigen Brücke gab es lange nur eine Fähre, abgesehen von provisorischen Übergängen, die errichtet wurden, wenn die Herdbrücke zerstört oder aus anderen Gründen nicht passierbar war.
Verhandlungen zwischen Ulm und Neu-Ulm bzw. zwischen bayerischen und württembergischen Stellen über eine feste Brücke gab es seit 1876, zunächst über eine eiserne Fußgängerbrücke, ab 1894 auch über eine Straßenbrücke. 1907 hatte man sich auf ein Projekt geeinigt, das jedoch an dem auf der geplanten Strecke stehenden kgl. bayerischen Rauhfutter-Magazin zu scheitern drohte, über das Neu-Ulm nicht verfügen konnte. Das Magazin wurde aber im August 1907 ein Opfer der Flammen, verursacht durch Indianer spielende Buben.
So konnte 1910 mit dem Bau der Neuen Donaubrücke durch Dyckerhoff & Widmann begonnen werden, einer Betonbrücke mit drei Bögen, die, wie damals üblich, mit Muschelkalksteinen verkleidet war. Die Gesamtbaukosten beliefen sich einschließlich Herstellung der Zufahrtsstraßen auf 780.000 Mark.
Sie wurde am 1. Juli 1912 in einem großen Festakt feierlich eingeweiht.
Am 24. April 1945, kurz vor dem Ende des Zweiten Weltkrieges und unmittelbar vor der Besetzung durch die US-Armee, wurde die Brücke durch deutsche Pioniere gesprengt. Es blieben nur die Widerlager und Pfeilerstümpfe erhalten.
Amerikanische Pioniere bauten eine Holzbrücke als Ersatz.
Im November 1949 fand eine Ausschreibung für eine neue, nunmehr Gänstorbrücke genannte Straßenbrücke statt, an der sich 13 Firmen mit 38 Entwürfen beteiligten. Im Februar 1950 beschlossen die Gemeinderäte beider Uferstädte die Vergabe an eine Arbeitsgemeinschaft aus Dyckerhoff & Widmann, Baresel und Wolfer & Goebel. Der Bau begann am 20. Februar 1950. Nach den Gründungsarbeiten wurde die stromaufwärts stehende Brückenhälfte ausgeführt. Anschließend wurde das Lehrgerüst abgesenkt und verschoben, so dass es auch für die zweite Brückenhälfte verwendet werden konnte. Die Brücke wurde in den Widerlagern der Vorgängerbrücke errichtet. Bereits am 10. Dezember 1950 wurde die Brücke fertiggestellt. Die Kosten betrugen ca. 810.000 Deutsche Mark. Die Verkehrsübergabe war diesmal schlicht: drei als Gänsehirten verkleidete Bauarbeiter trieben eine Schar Gänse über die Brücke.
Bereits in den 1980er Jahren wurden bei Untersuchungen am Tragwerk zahlreiche Mängel entdeckt. Dies waren vor allem Rissbildung in verschiedenen Bereichen des Brückenüberbaus und Verpressfehler in den Hüllrohren sowie hieraus resultierender Rostbefall der Spannglieder. Verschiedene Instandsetzungsmaßnahmen und eine Rückstufung der Bauwerksklasse waren die Folgen.

### Schäden ab 2018 und Teilsperrung

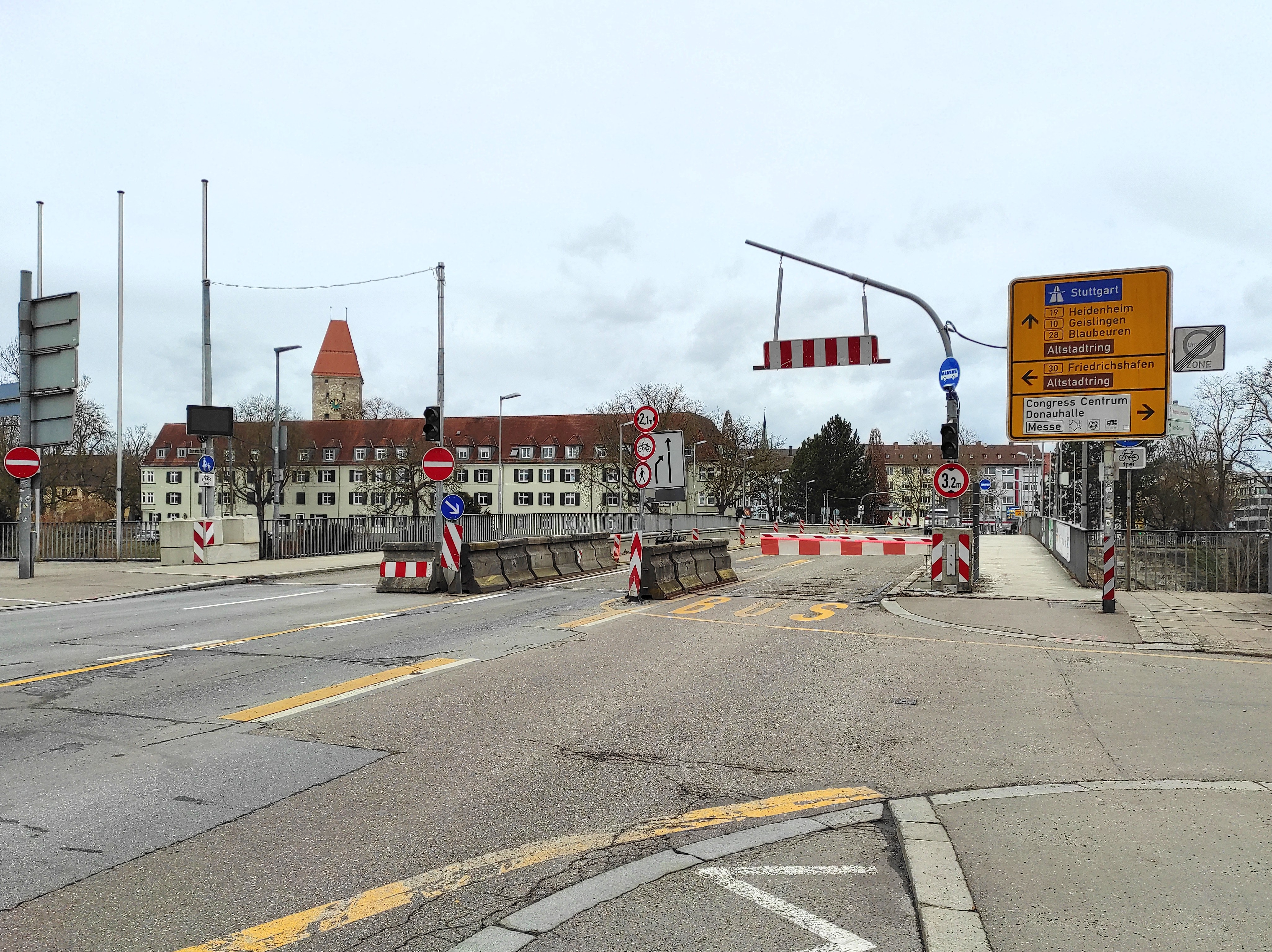
PKW-Schleuse im Januar 2022, von der Neu-Ulmer Seite aus gesehen

Am 28. Juni 2018 verhängten die Städte Ulm und Neu-Ulm bis auf Weiteres eine Teilsperrung der Gänstorbrücke aufgrund starker Korrosionsschäden. Im Rahmen einer bereits 2017 angeordneten und Mitte Juni 2018 durchgeführten detaillierten Bauwerksprüfung waren Rostschäden am Spannstahl festgestellt worden. Die daraufhin durchgeführten statischen Berechnungen stellten heraus, dass die Brücke nun nicht mehr den gesetzlichen Sicherheitsstandards entspreche. Zwar bestehe keine Einsturzgefahr, wohl aber das Risiko des Nachgebens des Stahls und damit eines Absinkens des Brückenkörpers. Mit der Sperrung der beiden mittleren Fahrspuren soll die Belastung der Brücke nun soweit reduziert werden, dass eine Vollsperrung ausbleiben kann. Die Städte wollen nun prüfen, ob eine kurzfristige Verstärkung der Brücke möglich sei, um die Teilsperrung vorerst wieder aufzuheben. Anhand von Erfahrungswerten seien Spannbetonbrücken jedoch schwer zu sanieren, sodass ein Abriss und Neubau der Gänstorbrücke nicht unwahrscheinlich seien. Dafür kämen auf die beiden Städte Kosten von 15 bis 20 Millionen Euro zu, die sie zu gleichen Teilen tragen müssten.
Im Oktober 2018 wurde bekannt, dass die Brücke nicht reparabel sei und definitiv ersetzt werden müsse. Für die Planung, Planfeststellung und den Bau veranschlagen beide Städte eine Zeit von vier bis sechs Jahren. Zur permanenten Überwachung des Brückenzustands wurden zudem Sensoren montiert, um die Sicherheit der alten Brücke bis zum Neubau zu gewährleisten. Am 17. Mai 2019 überquerte ein Schwertransport mit 77 Tonnen die Brücke trotz eines Verbotes und schädigte dadurch das Bauwerk zusätzlich.
Am 16. Juli 2019 wurde bekannt, dass das Landesamt für Denkmalpflege Baden-Württemberg die Brücke als geschützt bewertet, die Brücke also auf baden-württembergischer Seite nicht abgerissen werden darf. Es wurde versucht, eine Ausnahmegenehmigung zu erwirken. Anfang September 2019 hat das Landesdenkmalamt den Abriss der Brücke genehmigt.
Nachdem am 31. Juli 2019 erneut ein 60 Tonnen schweres Fahrzeug die Gänstorbrücke überquert hatte, sperrten die beiden Donaustädte die Brücke für Fahrzeuge über 3,5 Tonnen. Eine hierfür im August 2019 installierte Höhenbegrenzung auf 3,2 Meter wurde bereits am darauf folgenden Tag von einem unerlaubt querenden LKW kaputt gefahren. Obwohl zeitweise ein Sicherheitsdienst Verstöße gegen die Fahrbeschränkungen dokumentierte, befuhren weiterhin LKW die Brücke verbotswidrig. Daraufhin wurden im Februar 2020 beidseitig PKW-Schleusen mit Betonbarrieren errichtet. Auf der jeweils linken Richtungsfahrbahn können dort PKW bis zu einer Breite von 2,10 Metern passieren. Für Linienbusse und Rettungsfahrzeuge ist auf der jeweils rechten Richtungsfahrbahn eine fernsteuerbare Schranke installiert. Auch diese Schleuse wurde wenige Tage nach der Installation von einem LKW durchbrochen.

### Abbruch und Neubau seit 2023

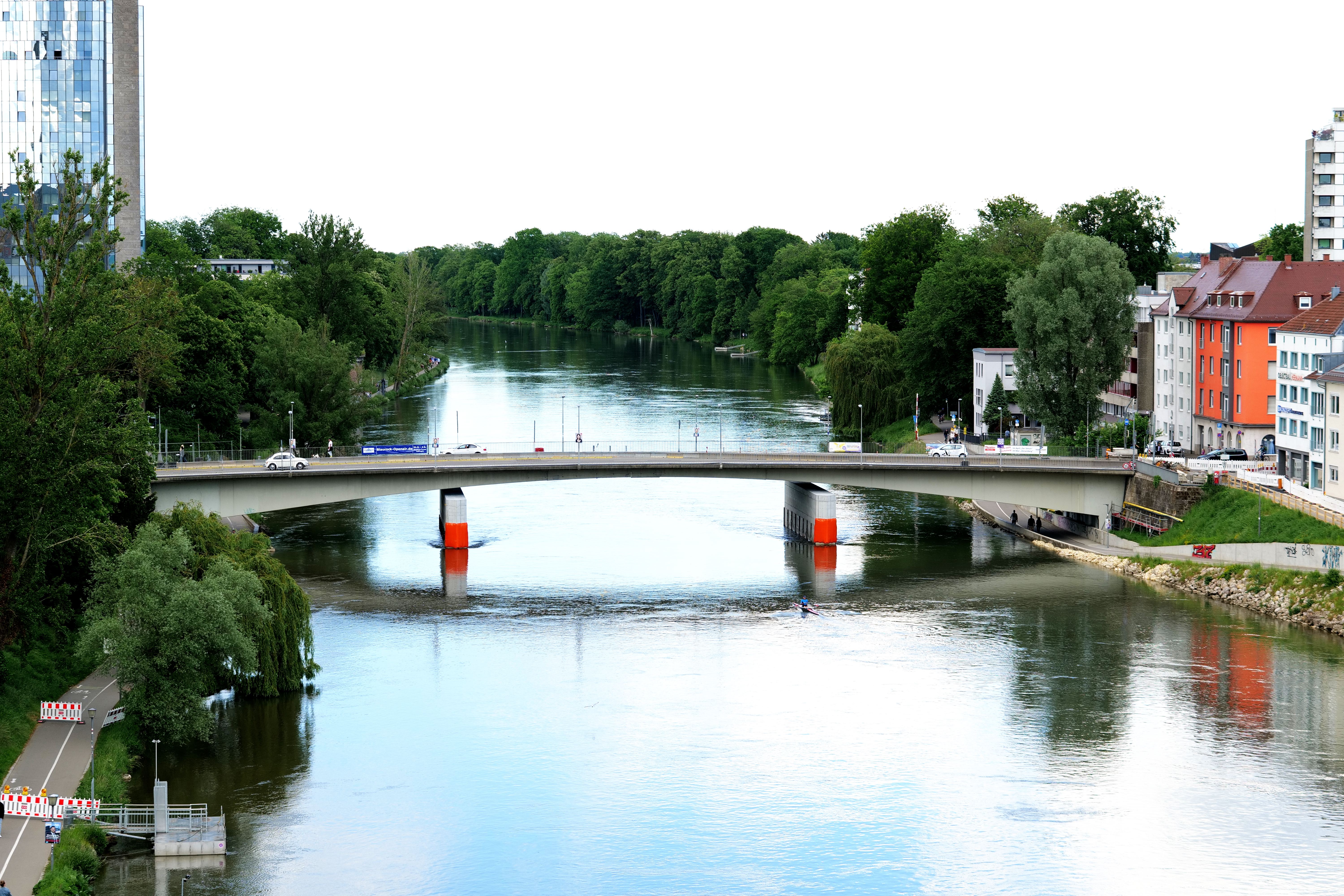
Gänstorbrücke mit Hilfsstützen im Mai 2024

Im Juni 2023 gab die Stadt Ulm bekannt, dass die wasserrechtliche Genehmigung und damit Baurecht für den Neubau der Brücke vorliege. Nach dem Schwörmontag 2023 wurden bis Anfang 2024 zwei Hilfsstützen für die Stabilisierung des Bauwerks und den Neubau angebracht. Der Bau der neuen Brücke sollte im Sommer 2024 begonnen werden und bis 2027 abgeschlossen sein. Am 26. Juli 2024 wurde der Grundstein für den Neubau gelegt.
Die Kosten wurden im Sommer 2023 mit 40,2 Millionen Euro mehr als doppelt so hoch veranschlagt wie im Sommer 2018. Im April 2024 wurde der Neu-Ulmer Stadtrat informiert, dass sich der Bau auf 52 Millionen Euro verteuern würde. Ulm und Neu-Ulm werden jeweils 6 Millionen Euro der Mehrkosten tragen.

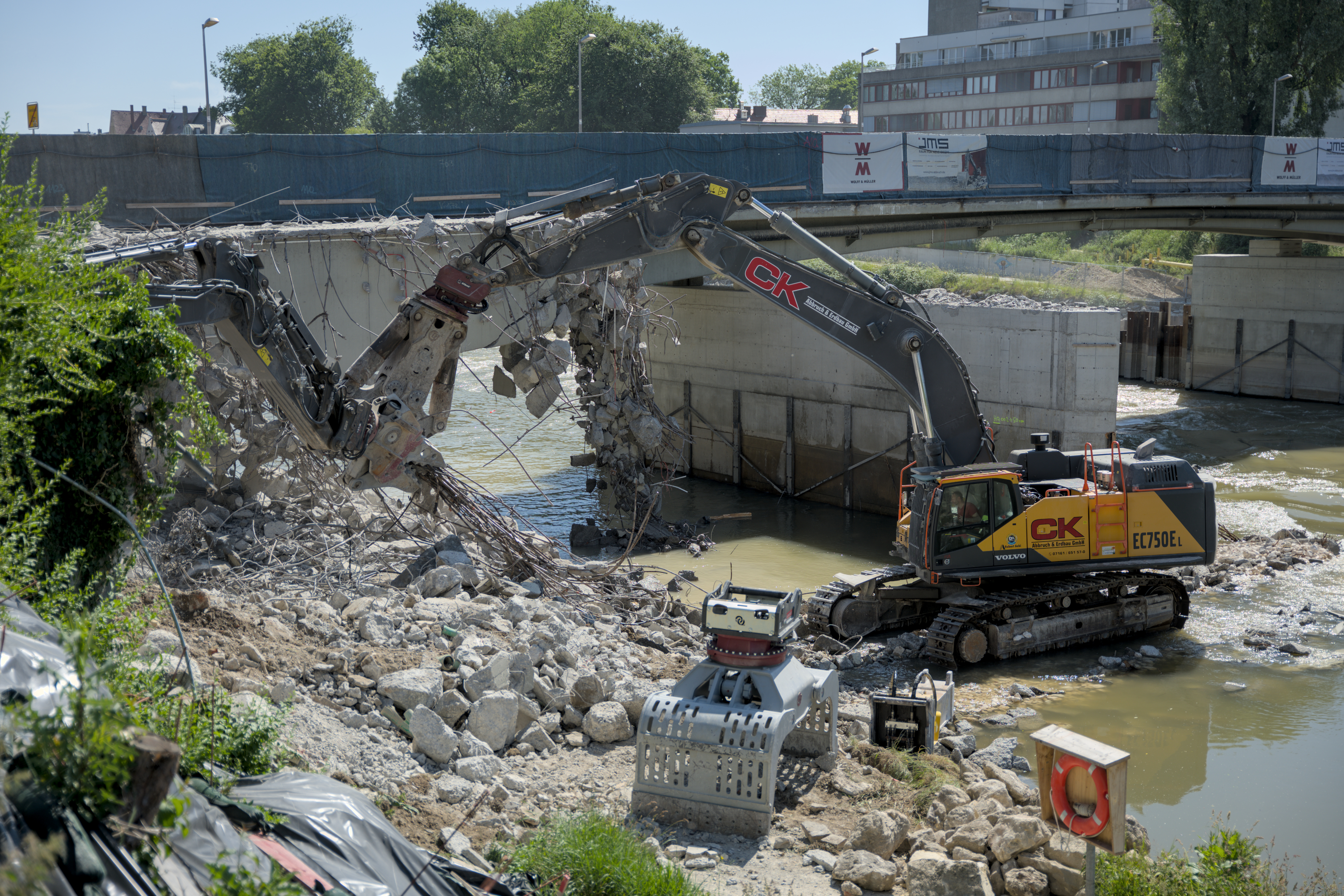
Nach dem Abbruch der westlichen Brückenhälfte am 31. Mai 2025

Der Abbruch der westlichen Brückenhälfte sollte zunächst im Herbst 2024 beginnen. Aufgrund unerwarteter Schwierigkeiten bei der geplanten umweltschonenden Abbruchvariante mittels eines Vorschubgerüsts musste eine wasserrechtliche Genehmigung für einen konventionellen Abbruch mit Baggern eingeholt werden. Nach Vorliegen der Genehmigung fand der Abbruch vom 28. bis 31. Mai 2025 parallel zum Deutschen Musikfest in den beiden Städten statt.